# چونگ-ساری-آی (شهرستان ایسیق‌کول)
چونگ-ساری-آی (به لاتین: Chong-Sary-Oy) یک منطقهٔ مسکونی در قرقیزستان است که در شهرستان ایسیق‌کول واقع شده‌است. چونگ-ساری-آی ۲٬۲۴۷ نفر جمعیت دارد و ۱٬۶۲۰ متر بالاتر از سطح دریا واقع شده‌است.